# Eugène Legendre
Eugène Legendre (Brugge, 30 augustus 1827 - 13 augustus 1900) was een Belgisch kunstschilder, beschouwd als een lid van de Brugse School.

## Levensloop
Eugène Legendre was een zoon van een in Versailles geboren Fransman, ambtenaar bij het provinciebestuur van West-Vlaanderen, een broer van de kunstschilder Leonce Legendre en een schoonbroer van Eduard Wallays, die in 1853 directeur van de Academie voor Schone Kunsten Brugge in Brugge werd.
Hij volgde de lessen aan de Brugse kunstacademie en aan de Antwerpse kunstacademie. Hij verbleef een tijd in Londen, waar hij succes kende als aquarellist. Vanaf 1860 woonde hij weer in Brugge.
Hij produceerde talrijke Brugse stadsgezichten, waaronder die van ondertussen verdwenen gebouwen of plekken. Zijn bekendste is het romantische zicht op de zuidgevels van de gebouwen van het Brugse Vrije.
Een ander bekend werk is het historisch schilderij Ontvangst van Karel II, koning van Engeland, in de Sint-Jorisgilde van Brugge.
Naast zijn schildersactiviteiten onderwees hij de tekenkunst:
- in de Brugse Kunstacademie,
- in de school van het Engels Klooster,
- in de school voor meisjes gesticht door burgemeester Jules Boyaval.